# Papyrus 94
Papyrus 94 (nach Gregory-Aland mit Sigel {\displaystyle {\mathfrak {P}}}94 bezeichnet) ist eine frühe griechische Abschrift des Neuen Testaments. Mittels Paläographie wurde sie auf das 5. oder 6. Jahrhundert datiert.

## Beschreibung
Dieses Papyrusmanuskript des Römerbriefs enthält nur die Verse 6,10-13. 19-22.

## Text
Der griechische Text des Kodex repräsentiert den Alexandrinischen Texttyp.

## Aufbewahrungsort
Die Handschrift wird zurzeit im Ägyptischen Museum (P. Cair. 10730) in Kairo aufbewahrt.